# Cánh gà chiên

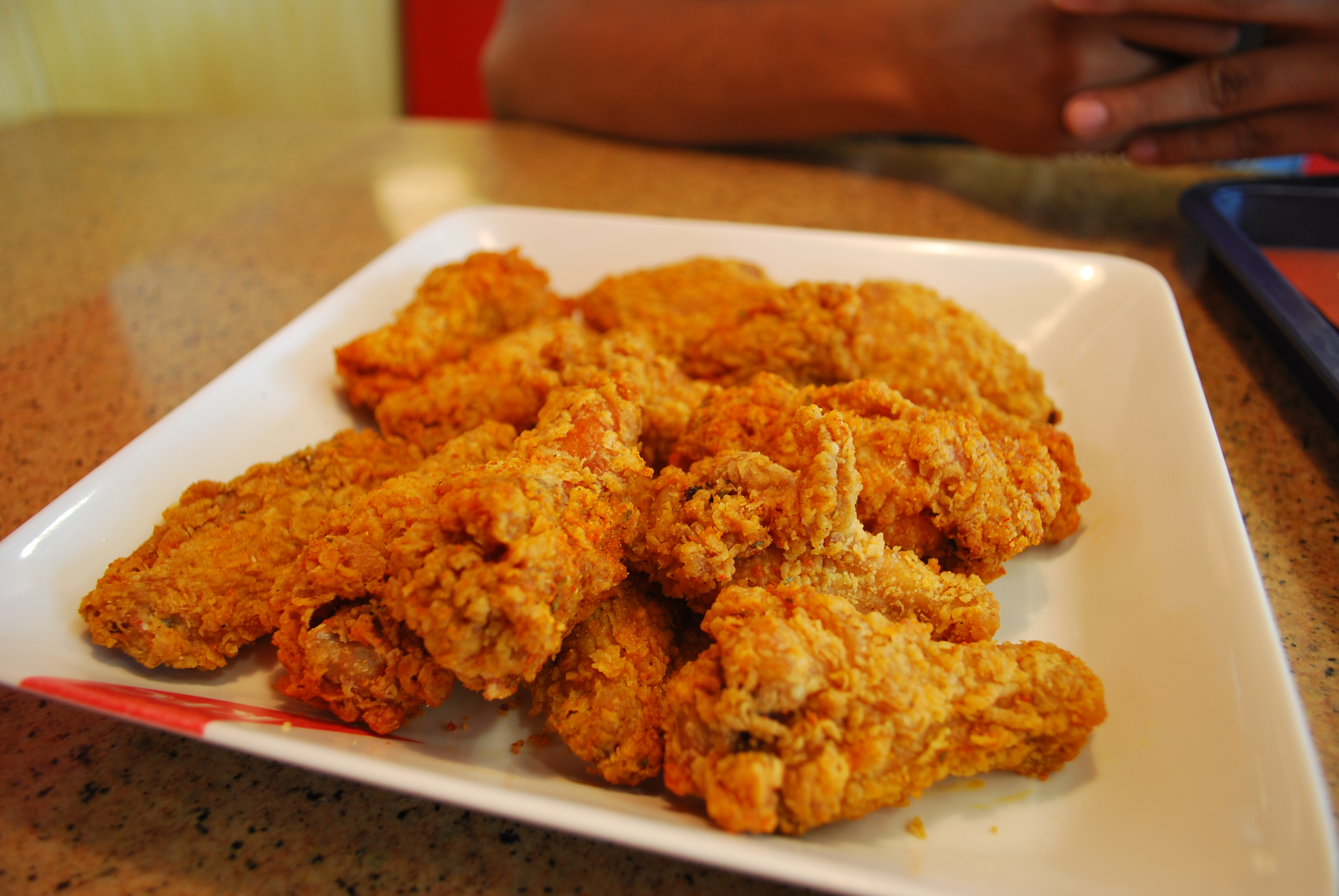
Một phần cánh gà chiên ở Ấn Độ

Cánh gà chiên (Buffalo wing) hay còn gọi là cánh gà rán giòn là một món ăn có nguồn gốc từ ẩm thực Hoa Kỳ, món ăn này là một phần cánh gà thường được chiên giòn (chiên ngập dầu) sau đó phủ một loại nước sốt bao gồm nước sốt ớt cayenne cay và bơ tan chảy trước khi ăn. Cánh chiên được phát minh vào năm 1964 tại Anchor Bar ở Buffalo, New York bởi Teressa Bellissimo. Chúng thường được phục vụ nóng giòn, cùng với cần tây gậy và hoặc cà rốt gậy với một trong hai loại phô mai xanh. 

## Phát triển

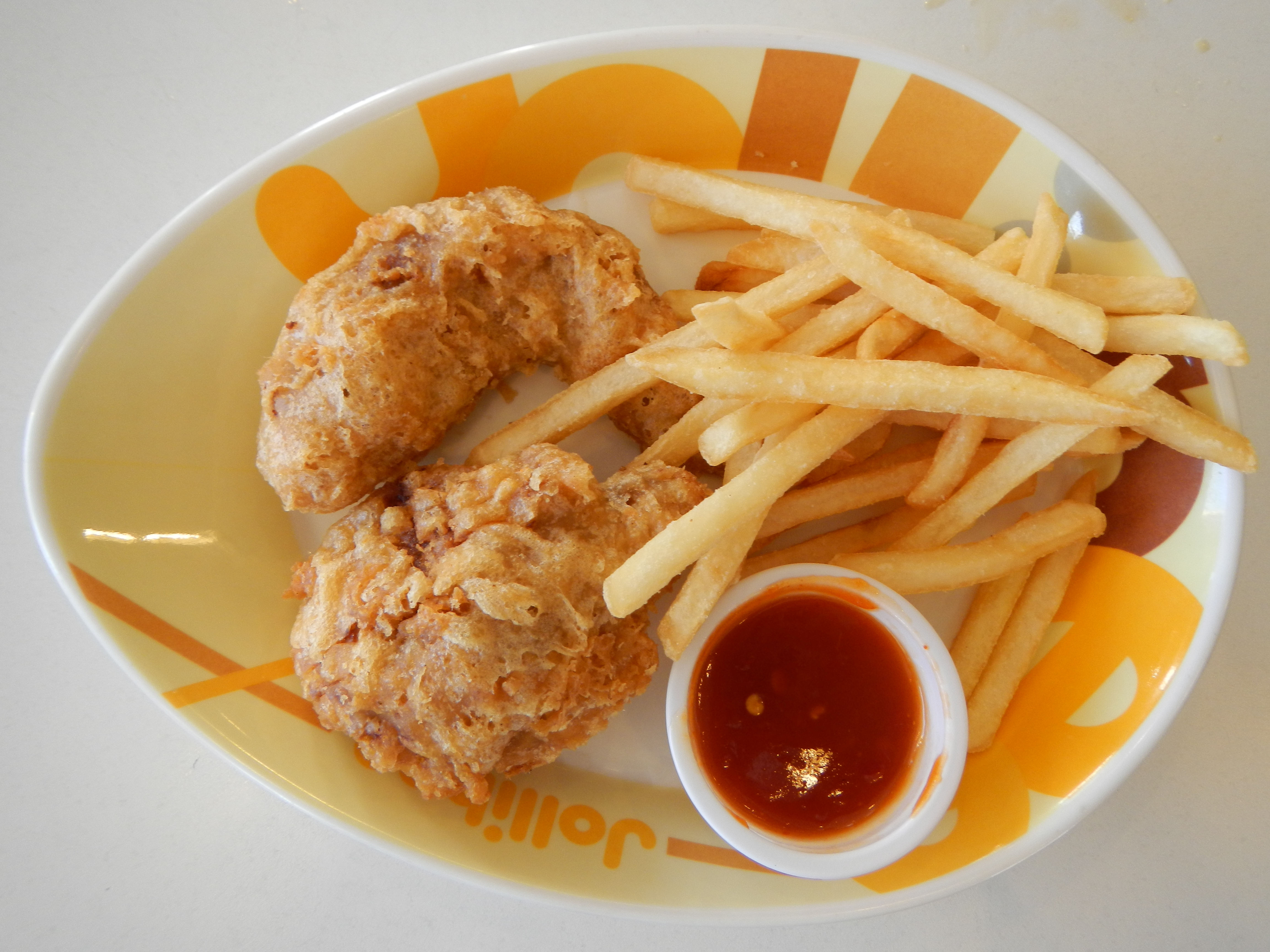
Một phần cánh gà chiên với khoai tây chiên

Cánh gà chiên đã trở nên phổ biến ở Hoa Kỳ và nước ngoài qua nhiều năm với một số chuỗi nhà hàng Bắc Mỹ trưng bày chúng như một thực đơn chính. Hiện nay, tên gọi "Buffalo" hiện nay thường được áp dụng cho các loại thực phẩm khác ngoài cánh. Một số trong số này bao gồm các chân gà, khoai tây chiên, cốm gà, gà bỏng ngô, tôm và pizza cùng với một loạt các món khác được gia vị với nước sốt kiểu Buffalo hoặc gia vị hương vị Buffalo. Vào năm 1977, thành phố Buffalo đã ban hành một tuyên bố chính thức kỷ niệm người đồng sở hữu của Frank Bar Frank Bellissimo tuyên bố ngày 29 tháng 7 năm 1977 là Ngày Cánh gà.
Trong suốt những năm 1970 và 1980, cánh gà chiên Buffalo nổi tiếng như một món ăn và món khai vị trên khắp Hoa Kỳ và Canada. Các thương hiệu lớn chuyên về cánh gà đã nổi lên, đáng chú ý là Buffalo Wild Wings được thành lập vào năm 1982 và Hooter vào năm 1983. McDonald's bắt đầu bán Mighty Wings như một mặt hàng tùy chọn vào năm 1990 tại các địa điểm nhà hàng của họ ở Hoa Kỳ. Năm 1994, sau bốn lần xuất hiện Super Bowl của đội bóng đá Buffalo Bills, chuỗi bánh pizza của Domino đã thêm món cánh Buffalo vào thực đơn của họ, tiếp theo là Pizza Hut vào năm sau. 

## Biến tấu
Khi thị trường cánh gà trở nên lớn hơn, các nhà hàng bắt đầu tạo ra và sử dụng nhiều loại nước sốt cùng với nước sốt truyền thông. Một số nước sốt cánh gà mới bị ảnh hưởng bởi các món ăn Trung Quốc, Nhật Bản, Thái Lan, Caribe và Ấn Độ. Các hương vị khác được tạo ra bởi các nhà hàng bao gồm sự kết hợp độc đáo, chẳng hạn như Blueberry BBQ Wing Sauce và Maple/Bacon Glaze ví dụ, để giúp giữ cho khách hàng quan tâm và phát triển doanh nghiệp của họ.
Vì giá cánh gà tăng lên và mong muốn của một số thực khách cho việc trải nghiệm ăn uống, nhà hàng bắt đầu cung cấp một thực đơn gọi là "cánh gà rút xương", đôi khi được bán dưới tên wyngz. Cánh gà rút xương là những miếng thịt gà không xương được phủ bột và gia vị rồi chiên hoặc nướng. Chúng thường được phủ hoặc ăn kèm với nước sốt tương tự như cánh gà. Sự tăng trưởng phổ biến trong những năm gần đây trong tiêu thụ cánh gà và nhà hàng phục vụ cánh gà Buffalo đã dẫn đến sự thiếu hụt thực tế và nhận thức về cánh gà ở Hoa Kỳ trong một số thời điểm nhất định.
Ở nhiều khu vực của lễ hội cánh gà Hoa Kỳ được tổ chức với món cánh gà Buffalo được sử dụng trong các sự kiện ăn uống cạnh tranh, chẳng hạn như tại Wing Bowl của Philadelphia. Nó cũng đã trở thành phổ biến cho các nhà hàng để cung cấp một cuộc thi ăn cánh có khách hàng ăn một số lượng nhất định của cánh, tráng trong nước sốt nóng nhất của họ trong một khoảng thời gian nhất định. Nhiều quán bar và nhà hàng cố tình tạo ra một loại nước sốt nóng cho mục đích này, và khách hàng thường được thưởng bằng hình ảnh được đăng trên tường hoặc trang web của nhà hàng, áo phông kỷ niệm, bữa ăn miễn phí hoặc kết hợp các phần thưởng để hoàn thành thành công thử thách.